# Eamonn L. Kennedy
Eamonn Lucas Kennedy (* 13. Dezember 1921 in Dublin; † 12. Dezember 2000) war ein irischer Diplomat.

## Leben
Eamonn Kennedy studierte am University College Dublin und erhielt dort 1943 seinen Bachelor of Arts (B.A.) und Bachelor of Commerce (B.Comm). Danach setzte er sein Studium an der National University of Ireland fort und erhielt dort 1946 seinen Master of Arts sowie 1970 den Doktorgrad in Ökonomie.
1943 begann Kennedy im diplomatischen Dienst des irischen Außenministeriums tätig zu werden. Während seiner diplomatischen Karriere bekleidete er unter anderem Posten in Ottawa (1947–1949, als Zweiter Sekretär) und Paris (1950–1955). In den 1950er Jahren zog er nach New York City, um dort ab 1956 als Botschaftsrat in der irischen Vertretung bei den Vereinten Nationen zu arbeiten. Hier lernte er auch seine spätere Frau Barbara Jane Black, die Tochter des Gründers von Chock full o'Nuts William Black, kennen. Diese war als Journalistin bei den Vereinten Nationen anwesend. 1960 heirateten die beiden.
1961 wurde Kennedy nach der Eröffnung der irischen Botschaft in Nigeria der erste irische Botschafter in diesem Land und damit auch der erste irische Botschafter in einem Land der Dritten Welt. Drei Jahre später wurde er Botschafter in Deutschland. Während seiner Zeit an der irischen Botschaft in Bonn wurden seine beiden Kinder geboren.
1970 wurde er Botschafter in Frankreich. Wenige Tage nach seiner Ankunft in Paris ereignete sich ein Anschlag auf die irische Botschaft, dem Kennedy und seine Familie jedoch unverletzt entgingen. 1974 kehrte er nach New York City zurück um Ständiger Vertreter Irlands bei den Vereinten Nationen zu werden. Dieses Amt bekleidete er bis 1978.
Sein nächster Botschafterposten führte ihn nach London. In seinen fünf Jahren als irischer Botschafter im Vereinigten Königreich von 1978 bis 1983 kam es durch Bombenanschläge der IRA, Kennedys Übergabe seines Akkreditierungsschreiben war überschattet von dem Mord an Louis Mountbatten, sowie durch einen langen Hungerstreik irischer Häftlinge im britischen Maze Prison zu einer Belastung der diplomatischen Beziehungen beider Länder. Im Jahr 1983 zog Kennedy nach Rom. 1987 ging er in den Ruhestand und ließ sich in New York City nieder. Kennedy starb im Dezember 2000 nach langer Krankheit einen Tag vor seinem 79. Geburtstag.